# Онікс (річка)
Річка Онікс — потік талої води, який тече на захід через долину Райта з Нижнього льодовика Райта і озера Браунворт біля підніжжя льодовика, впадає в озеро Ванда. Протікає протягом декількох місяців антарктичного літа. Незважаючи на те, що довжина потоку тільки 32 км, це найдовша річка в Антарктиді.

## Географія

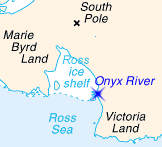
Місцезнаходження річки Онікс

Річка Онікс тече від океану, на прикладі безстічного дренажу, як блоки Райт льодовика вхід у долину. Річка має кілька приток. По всій її довжині є кілька метеорологічних станцій. Витрата води сильно змінюється протягом дня і в пори року. Протягом декількох років річці не вдалося досягти озера. На відміну від цього, вона може заподіяти значної ерозії в паводкових роках, що було зафіксовано в 1984 році новозеландськими дослідниками. Свого часу, витрата води в річці досягла 20 кубічних метрів на секунду.

## Довкілля
У той час як в річці Онікс відсутня риба, там існує мікроскопічне життя, і може бути досить велике цвітіння водоростей. В середовищі мешкають, в основному, ціанобактерії та інші водорості. Крім чайок, нематоди, тихоходки і коловертки є єдиними представниками фауни річки Онікс.

## Моніторинг
Річка Онікс є одним із багатьох місць, які вивчає Антарктична програма Національного наукового фонду США. Дані про викиди збиралися на нижньому за течією водомірі біля озера Ванда з 1969 року та на верхньому за течією біля нижнього льодовика Райта з 1972 року. Програма Антарктиди в Новій Зеландії колись підтримувала напівпостійний табір на озері Ванда, який з тих пір було закрито. Місце довготермінових екологічних досліджень NSF McMurdo підтримує моніторинг річки Онікс з 1993 року. На східному кінці озера Ванда є невеликий дослідницький притулок. Поруч знаходиться сейсмічна станція Договору про всеосяжну заборону ядерних випробувань на перевалі Булл.
З тих пір, як ведуться записи, сезон течії річки Онікс змістився раніше і став довшим.

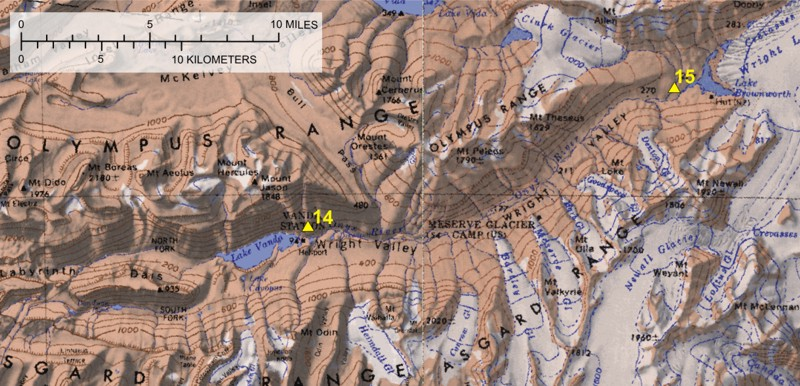
Мапа Долини Райта з річкою Онікс і озером Ванда